# 大河原駅 (宮城県)
大河原駅（おおがわらえき）は、宮城県柴田郡大河原町大谷（おおや）字町向（まちむかい）にある、東日本旅客鉄道（JR東日本）東北本線の駅である。

## 歴史
- 1887年（明治20年）12月15日：開業[3]。
- 1890年（明治23年）
  - 9月8日：前日（7日）の大雨の影響で白石 - 大河原間で線路が破損し運転を取りやめる[4]。
  - 10月20日：白石 - 大河原間の線路の復旧作業が終わり、運転を再開する[5]。
- 1984年（昭和59年）
  - 1月15日：貨物の取り扱いを廃止[3]。
  - 2月1日：荷物の扱いを廃止[3]。
- 1986年（昭和61年）12月23日：みどりの窓口を設置[6]。
- 1987年（昭和62年）
  - 2月28日：改札外の東西自由通路が完成する。
  - 4月1日：国鉄分割民営化により、JR東日本の駅となる[3]。
- 2003年（平成15年）
  - 3月20日：自動改札機を導入。
  - 10月26日：ICカード「Suica」の利用が可能となる[7]。
- 2014年（平成26年）10月1日：業務委託化。なお委託化直前まで管理駅（自駅のみ単独管理）で駅長が配置されていた（船岡駅・白石蔵王駅からの助勤も行われていた）。
- 2023年（令和5年）3月31日：みどりの窓口の営業を終了[8]。
- 2024年（令和6年）10月1日：えきねっとQチケのサービスを開始[1][9]。

## 駅構造
単式ホーム1面1線と島式ホーム1面2線、計2面3線のホームを持つ地上駅である。互いのホームは跨線橋で連絡している。
JR東日本東北総合サービスが受託する業務委託駅で、岩沼駅が当駅を管理する。自動券売機（Suica対応）と自動改札機（Suica、えきねっとQチケ対応）が設置されている。

### のりば
| 番線 | 路線      | 方向 | 行先           |
| ---- | --------- | ---- | -------------- |
| 1・2 | ■東北本線 | 下り | 仙台方面       |
| 3    | ■東北本線 | 上り | 白石・福島方面 |

- 2番線は当駅始発

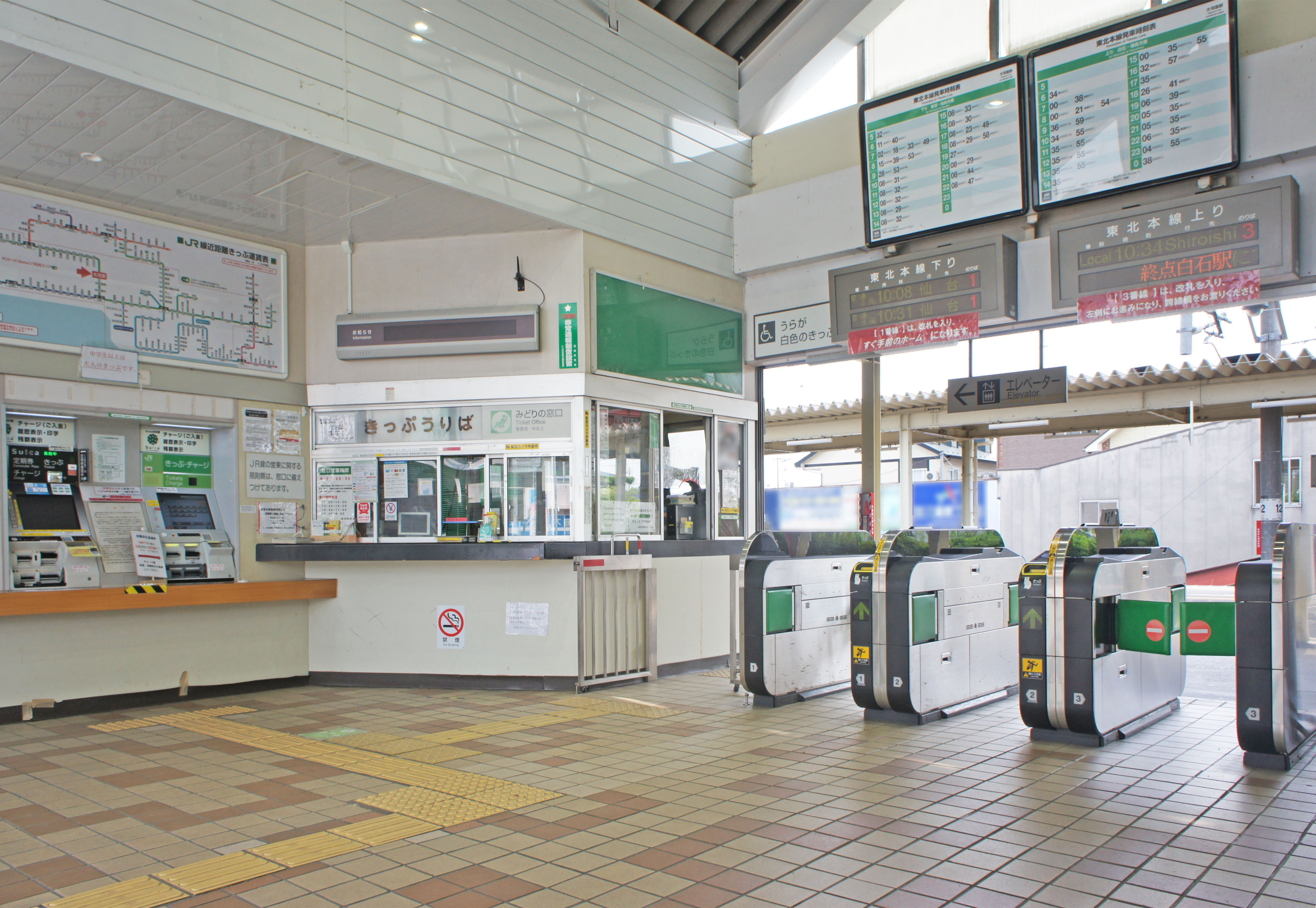
改札口（2022年5月）
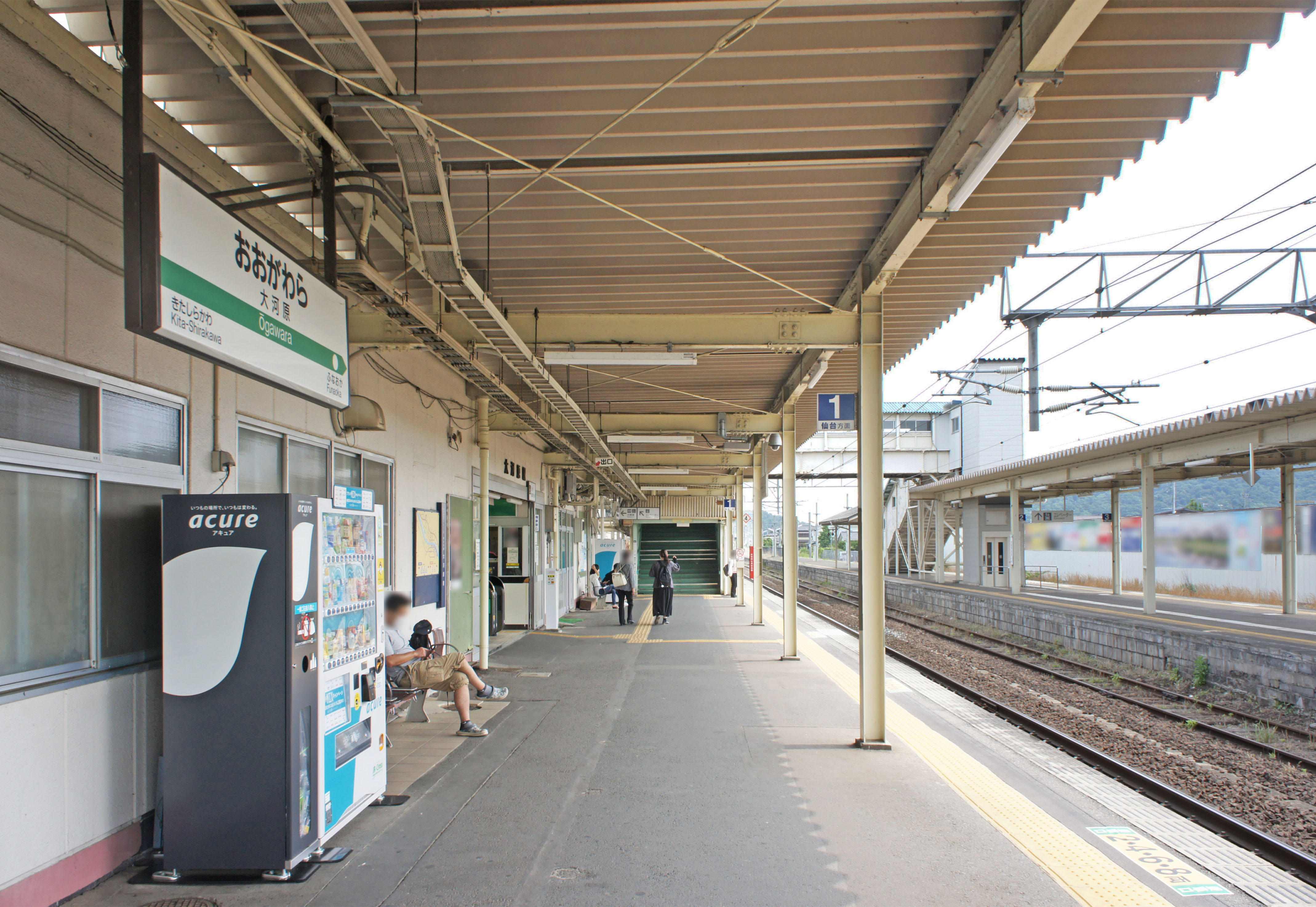
1番線ホーム（2022年5月）
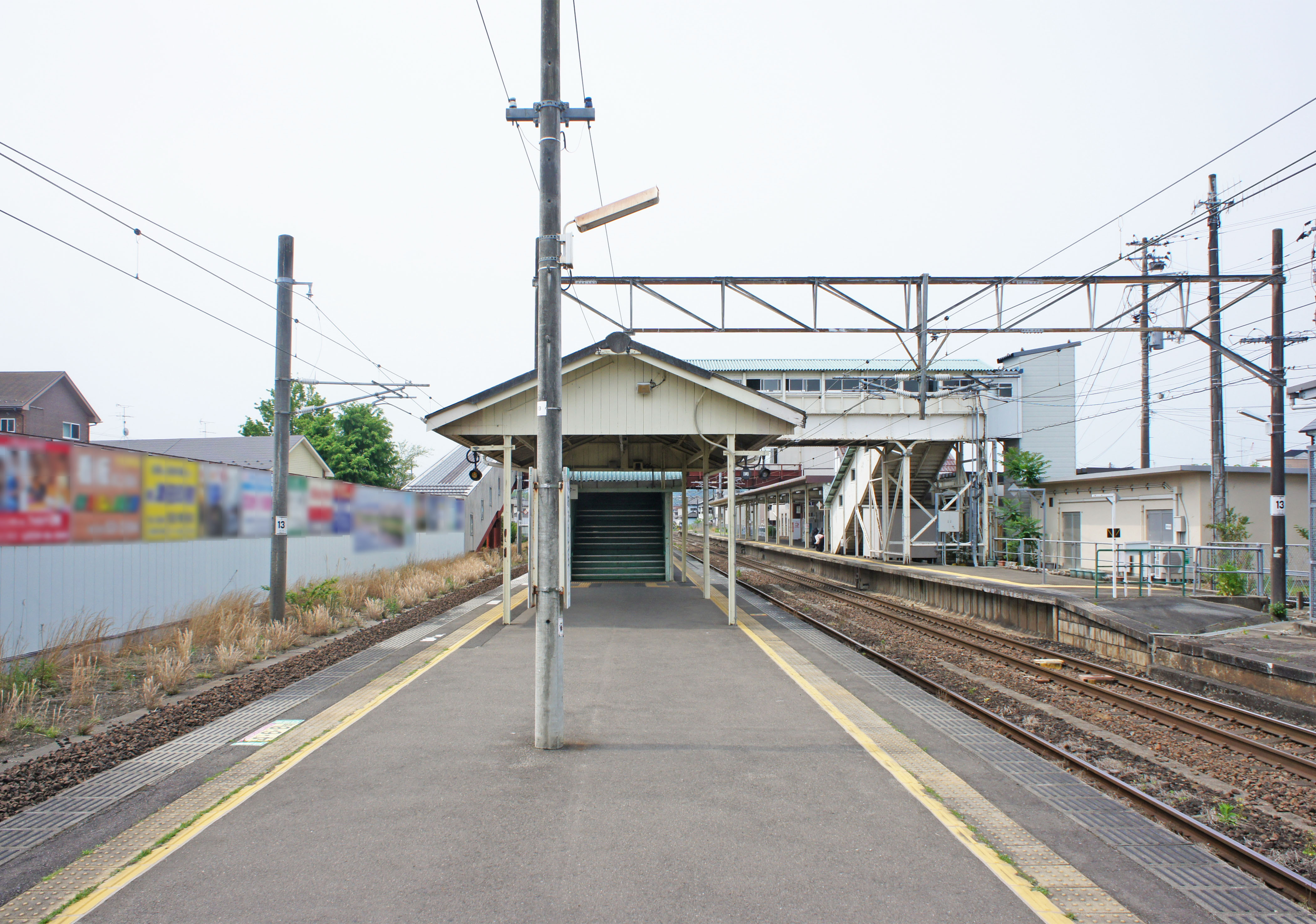
2・3番線ホーム（2022年5月）

## 利用状況
JR東日本によると、2023年度（令和5年度）の1日平均乗車人員は3,055人である。
2000年度（平成12年度）以降の推移は以下のとおりである。
| 1日平均乗車人員推移 | 1日平均乗車人員推移 | 1日平均乗車人員推移 | 1日平均乗車人員推移 | 1日平均乗車人員推移 |
| 年度                | 定期外              | 定期                | 合計                | 出典                |
| ------------------- | ------------------- | ------------------- | ------------------- | ------------------- |
| 2000年（平成12年）  |                     |                     | 4,052               | [ 利用客数 2 ]      |
| 2001年（平成13年）  |                     |                     | 3,997               | [ 利用客数 3 ]      |
| 2002年（平成14年）  |                     |                     | 3,856               | [ 利用客数 4 ]      |
| 2003年（平成15年）  |                     |                     | 3,876               | [ 利用客数 5 ]      |
| 2004年（平成16年）  |                     |                     | 3,786               | [ 利用客数 6 ]      |
| 2005年（平成17年）  |                     |                     | 3,702               | [ 利用客数 7 ]      |
| 2006年（平成18年）  |                     |                     | 3,574               | [ 利用客数 8 ]      |
| 2007年（平成19年）  |                     |                     | 3,523               | [ 利用客数 9 ]      |
| 2008年（平成20年）  |                     |                     | 3,435               | [ 利用客数 10 ]     |
| 2009年（平成21年）  |                     |                     | 3,356               | [ 利用客数 11 ]     |
| 2010年（平成22年）  |                     |                     | 3,218               | [ 利用客数 12 ]     |
| 2011年（平成23年）  |                     |                     | 3,208               | [ 利用客数 13 ]     |
| 2012年（平成24年）  | 774                 | 2,545               | 3,319               | [ 利用客数 14 ]     |
| 2013年（平成25年）  | 809                 | 2,584               | 3,394               | [ 利用客数 15 ]     |
| 2014年（平成26年）  | 799                 | 2,489               | 3,288               | [ 利用客数 16 ]     |
| 2015年（平成27年）  | 798                 | 2,547               | 3,345               | [ 利用客数 17 ]     |
| 2016年（平成28年）  | 802                 | 2,536               | 3,338               | [ 利用客数 18 ]     |
| 2017年（平成29年）  | 801                 | 2,556               | 3,358               | [ 利用客数 19 ]     |
| 2018年（平成30年）  | 799                 | 2,545               | 3,344               | [ 利用客数 20 ]     |
| 2019年（令和元年）  | 781                 | 2,610               | 3,391               | [ 利用客数 21 ]     |
| 2020年（令和02年）  | 434                 | 2,183               | 2,617               | [ 利用客数 22 ]     |
| 2021年（令和03年）  | 480                 | 2,217               | 2,697               | [ 利用客数 23 ]     |
| 2022年（令和04年）  | 585                 | 2,237               | 2,823               | [ 利用客数 24 ]     |
| 2023年（令和05年）  | 694                 | 2,360               | 3,055               | [ 利用客数 1 ]      |

## 駅周辺
駅周辺は住宅街があり、仙台都市圏のベッドタウンとして人口が増加している。
- 一目千本桜：大河原町と柴田町の間の白石川堤の桜並木。日本さくら名所100選の地に選ばれている。
- 宮城県大河原商業高等学校
- 宮城県柴田農林高等学校
- 大河原町立大河原中学校
- 大河原町立大河原小学校
- 大河原町役場
- 大河原幸町郵便局
- 大河原警察署大河原駅前交番
- 大河原町駅前図書館
- 仙台銀行大河原支店
- 七十七銀行大河原支店
- 相双五城信用組合大河原支店

## バス路線
「大河原駅」停留所にて、ミヤコーバスおよび宮城交通が運行する路線バスが発着する。
- 川崎線：村田営業所行き／川崎行き
- 大河原遠刈田線：宮小学校前行き／蔵王町役場前行き／アクティブリゾーツ宮城蔵王行き
- 宮城交通：阿武隈高原行き／丸森町役場前行き

## 隣の駅
東日本旅客鉄道（JR東日本）
■東北本線
北白川駅 - 大河原駅 - 船岡駅

### 記事本文
1. 1 2 3 4  「駅の情報（大河原駅）：JR東日本」東日本旅客鉄道。2024年8月25日時点のオリジナルよりアーカイブ。2024年9月21日閲覧。
2. 1 2  『週刊 JR全駅・全車両基地』 13号 仙台駅・船岡駅・松島海岸駅ほか70駅、朝日新聞出版〈週刊朝日百科〉、2012年11月4日、23頁。
3. 1 2 3 4  石野哲 編『停車場変遷大事典 国鉄・JR編 II』（初版）JTB、1998年10月1日、404頁。ISBN 978-4-533-02980-6。
4. ↑  明治23年9月10日付官報（第2161号） 鉄道庁彙報
5. ↑  明治23年10月21日付官報（第2194号） 鉄道庁彙報
6. ↑  「仙鉄、二駅に「みどりの窓口」開設」『交通新聞』交通協力会、1986年12月23日、2面。
7. ↑  「2003年10月26日（日）仙台エリアSuica（スイカ）デビュー! (PDF)」（プレスリリース）、東日本旅客鉄道、2003年8月21日。2020年5月26日閲覧。
8. ↑  「駅の情報（大河原駅）：JR東日本」東日本旅客鉄道。2023年2月28日時点のオリジナルよりアーカイブ。2023年2月28日閲覧。
9. ↑  「Suicaエリア外もチケットレスで! 東北エリアから「えきねっとQチケ」がはじまります (PDF)」（プレスリリース）、東日本旅客鉄道、2024年7月11日。2024年8月1日閲覧。
10. 1 2  「JR東日本：駅構内図・バリアフリー情報（大河原駅）」東日本旅客鉄道。2024年9月21日閲覧。

### 利用状況
1. 1 2  「各駅の乗車人員 2023年度 101位以下（4）| 企業サイト：JR東日本」東日本旅客鉄道。2025年7月31日閲覧。
2. ↑  「JR東日本：各駅の乗車人員（2000年度）」東日本旅客鉄道。2025年7月31日閲覧。
3. ↑  「JR東日本：各駅の乗車人員（2001年度）」東日本旅客鉄道。2025年7月31日閲覧。
4. ↑  「JR東日本：各駅の乗車人員（2002年度）」東日本旅客鉄道。2025年7月31日閲覧。
5. ↑  「JR東日本：各駅の乗車人員（2003年度）」東日本旅客鉄道。2025年7月31日閲覧。
6. ↑  「JR東日本：各駅の乗車人員（2004年度）」東日本旅客鉄道。2025年7月31日閲覧。
7. ↑  「JR東日本：各駅の乗車人員（2005年度）」東日本旅客鉄道。2025年7月31日閲覧。
8. ↑  「JR東日本：各駅の乗車人員（2006年度）」東日本旅客鉄道。2025年7月31日閲覧。
9. ↑  「JR東日本：各駅の乗車人員（2007年度）」東日本旅客鉄道。2025年7月31日閲覧。
10. ↑  「JR東日本：各駅の乗車人員（2008年度）」東日本旅客鉄道。2025年7月31日閲覧。
11. ↑  「JR東日本：各駅の乗車人員（2009年度）」東日本旅客鉄道。2025年7月31日閲覧。
12. ↑  「JR東日本：各駅の乗車人員（2010年度）」東日本旅客鉄道。2025年7月31日閲覧。
13. ↑  「JR東日本：各駅の乗車人員（2011年度）」東日本旅客鉄道。2025年7月31日閲覧。
14. ↑  「JR東日本：各駅の乗車人員（2012年度）」東日本旅客鉄道。2025年7月31日閲覧。
15. ↑  「各駅の乗車人員 2013年度 ベスト100以外（4）：JR東日本」東日本旅客鉄道。2025年7月31日閲覧。
16. ↑  「各駅の乗車人員 2014年度 ベスト100以外（4）：JR東日本」東日本旅客鉄道。2025年7月31日閲覧。
17. ↑  「各駅の乗車人員 2015年度 ベスト100以外（4）：JR東日本」東日本旅客鉄道。2025年7月31日閲覧。
18. ↑  「各駅の乗車人員 2016年度 ベスト100以外（4）：JR東日本」東日本旅客鉄道。2025年7月31日閲覧。
19. ↑  「各駅の乗車人員 2017年度 ベスト100以外（4）：JR東日本」東日本旅客鉄道。2025年7月31日閲覧。
20. ↑  「各駅の乗車人員 2018年度 ベスト100以外（4）：JR東日本」東日本旅客鉄道。2025年7月31日閲覧。
21. ↑  「各駅の乗車人員 2019年度 ベスト100以外（4）：JR東日本」東日本旅客鉄道。2025年7月31日閲覧。
22. ↑  「各駅の乗車人員 2020年度 101位以下（4）| 企業サイト：JR東日本」東日本旅客鉄道。2025年7月31日閲覧。
23. ↑  「各駅の乗車人員 2021年度 101位以下（4）| 企業サイト：JR東日本」東日本旅客鉄道。2025年7月31日閲覧。
24. ↑  「各駅の乗車人員 2022年度 101位以下（4）| 企業サイト：JR東日本」東日本旅客鉄道。2025年7月31日閲覧。